# HBO España
HBO España fue un servicio de streaming de vídeo bajo demanda bajo suscripción fija ofrecido por HBO Nordic de HBO Europe, que ofrecía un catálogo de producciones propias del canal de televisión por cable estadounidense HBO, filial de WarnerMedia, propiedad de AT&T. Contaba también con películas, series y documentales del resto de propiedades de WarnerMedia, así como de otros estudios internacionales. El servicio fue reemplazado por HBO Max el 26 de octubre de 2021.

## Historia
En mayo de 2016, Vodafone confirmó el acuerdo con HBO España que permitiría a los clientes del operador acceder al servicio streaming. El 16 de noviembre de 2016, se puso en marcha la web oficial de HBO España mostrando todo su catálogo, al igual que la puesta en marcha de su Twitter. Esta acción otorgaba a los no clientes de la operadora la disposición de la plataforma en dispositivos móviles, tabletas y ordenadores. Desde esa fecha, se daba la opción de registrarse en la página web del servicio. Todos aquellos usuarios suscritos tuvieron la oportunidad de poder visualizar el primer capítulo de las series The Night Of (2016) y Vinyl (2016), ambas producidas por HBO. El 28 de noviembre se puso en marcha la disponibilidad del servicio con un catálogo de películas, series y documentales propios de HBO, y otras producciones ajenas al canal de televisión.
En diciembre de 2020, el responsable global de HBO Max, Andy Forssell, reveló que todos los servicios de HBO en Europa, incluyendo HBO España, serán sustituidos por HBO Max en la segunda mitad de 2021. El 8 de septiembre de 2021, WarnerMedia anunció que HBO España y HBO Nordic serían reemplazados por HBO Max el 26 de octubre de 2021.

## Funcionamiento
El servicio funciona bajo suscripción previa desde la página web de HBO España, una vez el usuario se ha suscrito, disfruta de un mes gratis de todo el catálogo del servicio. Si el usuario no queda satisfecho con el servicio puede anular su suscripción un día antes de que termine el mes gratis sin cobro alguno. Finalizado el mes gratuito, se pasa al cobro mensual por una cuota fija. Los clientes que tienen contratados los servicios de Vodafone TV, poseen entre tres meses y dos años de suscripción gratuita a HBO España, dependiendo del paquete contratado en el operador. HBO España cuenta con más de 100 series y 500 películas bajo disposición.
Por cada usuario registrado, se permite la conexión de hasta cinco dispositivos diferentes, independientemente de la plataforma utilizada. No es posible añadir más, sino que se debe eliminar uno de los cinco dispositivos para cambiar de dispositivo. Para disfrutar del contenido es necesaria la descarga de la aplicación oficial de HBO España en los dispositivos a través de diferentes plataformas de distribución digital de aplicaciones móviles.
La máxima calidad de reproducción que permite la plataforma es de 1080p, una resolución HD. En 2020 se añadió la posibilidad de descargar los contenidos para poder visualizarlos cuando no se disponga de una conexión a Internet, sin embargo aún no dispone de perfiles de usuario, al contrario que sus competidoras: Amazon Prime Video, Disney+ y Netflix. A pesar de ser un servicio propio de Home Box Office, Inc., hay algunos títulos que no se ofrecen debido a derechos de autor. Los capítulos anteriores de algunas series se vuelven a publicar cuando se emite una nueva temporada de dicha serie.
Los estrenos de las series de HBO son simultáneos con la plataforma, es decir, se puede ver el capítulo en VOSE (Versión Original Subtitulada al Español) de una serie a la vez que se estrena en Estados Unidos. 14 días después se puede disfrutar del capítulo doblado al español. Los estrenos de proveedores como FOX, SONY y Warner, están disponibles en la plataforma 24 horas después de su estreno. Las series originales se suben semana a semana, al ritmo de emisión que en HBO y están disponibles en el mismo momento que se emite por televisión. Todos los productos ofrecidos por HBO España están disponibles en español y en su idioma original. No ofrece la posibilidad de crear diferentes perfiles dentro de una cuenta de usuario.

## Modos de HBO España
- HBO: tanto para niños, jóvenes y adultos. Se puede disfrutar de un amplio abanico de géneros que van desde la ciencia ficción hasta el drama. Ofrece series, películas y documentales originales de HBO y de otros proveedores.
- HBO Family: es una sección dedicada a público infantil y juvenil en la que se ofrece contenido que puede disfrutar toda la familia.

## Programación
Todos los contenidos producidos o distribuidos por Warner Bros.

### Producción ajena a HBO
- Allí abajo (2015)
- Bajo sospecha (2015)
- Banshee (2013)
- Berlin Station (2016)
- Better Things (2016)
- Blindspot (2015)
- Britannia (2018)
- Casual (2015)
- Channel Zero (2016)
- Charmed (2018)
- Claws (2017)
- Clique (2017)
- Code Lyoko (2003)
- Crónicas Vampíricas (2009)
- Legends of Tomorrow (2016)
- Dimensión 404 (2017)
- El príncipe (2014)
- Entourage (2016)
- Famous in Love (2017)
- Fargo (2014)
- Feud: Bette and Joan (2017)
- Frequency (2015)
- Friends (1994)
- Funny or Die Presents (2009)
- Guerrilla (2017)
- Heathers: Escuela de jóvenes asesinos  (2018)
- Heartless (2014)
- Isabel (2012)
- Ja'mie: Private School Girl (2013)
- Jonah from Tonga (2014)
- Legacies (2018)
- Liar (2017)
- Little Britain USA (2008)
- Lo que escondían sus ojos (2016)
- Los nuestros (2015)
- Lucifer (2016)
- Mad Men (2007)
- Magic City (2012)
- Mike Judge Presents: Tales from the Tour Bus (2017)
- Perdóname, Señor (2017)
- Preacher (2016)
- Pulsaciones (2016)
- Quantico (2015)
- Quarry (2016)
- Raíces (2016)
- Rellik (2017)
- Siren (2018)
- Six (2017)
- Snowfall (2017)
- Strike Back: Project Dawn (2011)
- Supergirl (2015)
- Supermax (2017)
- Sé quién eres (2017)
- Taboo (2017)
- The Arrangement (2017)
- The Big Bang Theory (2007)
- The Exorcist (2016)
- The Flash (2014)
- The Handmaid's Tale (El cuento de la criada) (2017)
- The Knick (2014)
- The Luminaries (2014)
- The Originals (2013)
- The Strain (2014)
- Togetherness (2015)
- Velvet (2014)
- Vikingos (2013)
- Vis a vis (2015)
- When We Rise (2017)

### Adult Swim
- Samurai Jack (2001)
- Robot Chicken (2005)
- Metalocalipsis (2006)
- Your Pretty Face Is Going to Hell (2011)
- Eagleheart (2011)
- NTSF:SD:SUV:: (2011)
- The Eric Andre Show (2012)
- Rick y Morty (2013)
- Mr. Pickles (2014)
- Dream Corp LLC (2016)
- The Jellies! (2017)
- The Shivering Truth (2018)
- Tigtone (2019)
- Primal (2019)
- Momma Named Me Sheriff (2019)
- Three Busy Debras (2020)
- Fairy Tales (2020)
- YOLO: Crystal Fantasy (2020)
- Birdgirl (2021)

### Cartoon Network
- Hora de aventuras (2010)
- El asombroso mundo de Gumball (2011)
- Tito Yayo (2013)
- Steven Universe (2013)
- Clarence (2014)
- Más allá del jardín (2014)
- Somos osos (2015)
- Las supernenas (2016)
- Poderosas Magiespadas (2016)
- Ben 10 (2016)
- OK K.O.! Let's Be Heroes (2017)
- Unikitty (2017)
- Manzana y Cebolleta (2018)
- El mundo de Craig (2018)
- Campamento mágico (2018)
- Víctor y Valentino (2019)
- Mao Mao (2019)
- ThunderCats Roar (2020)
- Hora de aventuras: Tierras lejanas (2020)

HBO España apostó por títulos de DC Comics, al igual que su competidor Netflix, que hizo lo mismo con títulos de Marvel Comics. Se hizo con los derechos de emisión de las series The Flash (2014), Supergirl (2015) y Legends of Tomorrow (2016), aunque no posee en su catálogo de todos los capítulos. También firmó con Disney un acuerdo por las emisiones de sus clásicos en la sección "HBO Family".
Con Mediaset España llegó a un acuerdo por la emisión de Supermax (2017), una serie sobre la supervivencia en una cárcel, que tenía previsto su emisión en Cuatro. Finalmente, se estrenó en primicia en HBO España el 15 de septiembre de 2017.

### Producción original de HBO
- A dos metros bajo tierra (2001)
- Angry Boys (2011)
- Animals (2016)
- Aranyélet (2015)
- Ballers (2015)
- Band of Brothers (2001)
- Big Little Lies (2017)
- Big Love (2006)
- Boardwalk Empire (2010)
- Bored to Death (2009)
- Buscarse la vida en América (2010)
- Carnivàle (2003)
- Crashing (2017)
- De culo y cuesta abajo (Eastbound & Down) (2009)
- Deadwood (2004)
- Dime que me quieres (2007)
- Divorce (2016)
- El jardín de bronce (2017)
- El negocio (2013)
- Empire Falls (2005)
- En terapia (2008)
- Epitafios (2004)
- Euphoria (2019)
- Five Days (2007)
- Generation Kill (2008)
- Getting On (2013)
- Girls (2012)
- Halfworlds (2015)
- Hello Ladies (2013)
- High Maintenance (2016)
- House of Saddam (2008)
- Hung (Superdotado) (2009)
- Iluminada (2011)
- Insecure (2016)
- John Adams (2008)
- John from Cincinnati (2007)
- Juego de Tronos (2011)
- Larry David (Curb Your Enthusiasm) (2000)
- Last Week Tonight with John Oliver (2014)
- Los Conchords (Flight of the Conchords) (2007)
- Los Soprano (1999)
- Lucky Louie (2006)
- Mamon (Codicia) (2015)
- Mildred Pierce (2011)
- Olive Kitteridge (2014)
- Prófugos (2011)
- Room 104 (2017)
- Sexo en Nueva York (1998)
- Show Me a Hero (2015)
- Silicon Valley (2014)
- Spicy City (1997)
- Sons of anarchy (2008)
- Sr. Ávila (2013)
- The Brink (2015)
- The Comeback (2005)
- The Deuce (Las Crónicas de Times Square) (2017)
- The Jinx (2015)
- The Leftovers (2014)
- The Newsroom (2012)
- The Night Of (2016)
- The Pacific (2010)
- The Wire (Bajo escucha) (2002)
- The Young Pope (2016)
- True Blood (Sangre Fresca) (2008)
- True Detective (2014)
- Umbre (2014)
- Valea Mută (2016)
- Veep (2012)
- Vice Principals (2016)
- Vinyl (2016)
- Wasteland (Pustina) (2016)
- Wataha (2014)
- Westworld (2016)

### Producción original de HBO España
A finales de septiembre de 2017, HBO España anunció la creación de su primera serie, basada en la novela Patria (2016), escrita por Fernando Aramburu. La historia muestra diferentes visiones del conflicto vasco. La producción de la serie recae en Alea Media, una productora creada por Mediaset España y Aitor Gabilondo, y en la propia HBO España.

## Compatibilidad de dispositivos
Los siguientes dispositivos son compatibles con HBO España y su hardware de visionado streaming:
- Apple TV.
- Google Chromecast: en dispositivos Android, iOS y Web.
- Dispositivos Apple (iPhone y iPad): versión iOS 9.3.5 y posteriores.
- Móviles y tabletas Android: versión de software 5.0 (Lollipop) y posteriores.
- Televisión inteligente: Samsung modelos de 2012 y posteriores y LG modelos 2016 y posteriores.
- Web: se puede acceder a HBO España a través de su página web es.hboespana.com. Los navegadores compatibles son Chrome, Safari, Firefox e Internet Explorer.
- Videoconsola: disponible en PS3 y PS4.
- Vodafone TV: aplicación preinstalada y accesible a través del menú de aplicaciones.

## Controversias
En julio de 2017, HBO España publicó en su servicio un capítulo de la séptima temporada de Juego de Tronos (2011) por error, días antes de la fecha programada para su estreno. El capítulo estuvo al servicio de los suscriptores durante unas horas, tiempo en el que no tardaron en publicarlo en las redes sociales. HBO España declaró que el error tuvo origen en un proveedor externo y tan pronto se percataron de lo sucedido, lo retiraron.